# Ruta 66
Pour les articles homonymes, voir Route 66 (homonymie).
Ruta 66 est un magazine musical espagnol spécialisé dans le rock et ses dérivés incluant rock 'n' roll, punk rock, garage rock, power pop, et country rock. Il est publié mensuellement. Il publie 11 numéros par an, le numéro de juillet-août ayant plus de contenu que les numéros mensuels. Le magazine s'autoproclame « refuge du rock 'n' roll ».

## Histoire
Le premier numéro (no 0) est publié en octobre 1985 et reste en kiosque depuis sa sortie. Ses directeurs et fondateurs sont Ignacio Juliá et Jaime Gonzalo, critiques d'autres magazines musicaux (Star, Vibraciones, Rock Espezial et Rockdelux).
En 2004, Ruta 66 Records est fondé, bien que l'aventure soit de courte durée et qu'ils ne sortent que trois références, RNE European Pop Jury 1975 (2004), de Burning (2004), de Chico Boom (ex-Señor No) et American Stories Part 2 (2005), d'Elliott Murphy, toutes en format vinyle (dans le cas de Burning, il s'agissait d'un double vinyle). En 2007, le magazine entre dans une nouvelle ère : il commence à être publié en couleur (jusqu'alors, les pages intérieures étaient en noir et blanc) et un conseil d'administration est mis en place : Ignacio et Jaime en tant que directeurs, Jorge Ortega et Alfred Crespo en tant que directeurs éditoriaux et Luis Celeiro en tant qu'administrateur. Aussi, des critiques musicaux tels que Jesús Ordovás et Diego Manrique commencent à collaborer au magazine.
En octobre 2010, le magazine célèbre sa 25e année d'existence. En 2015, le magazine célèbre son 30e anniversaire avec la sortie d'un numéro spécial,. En 2022, il célèbre son 400e numéro. 

## Distinctions
En 2023, le site web de Ruta 66 est classé « meilleur site web musical d'Espagne » par le Dirty Rock Magazine.